# Enicospilus tyrannus
Enicospilus tyrannus är en stekelart som beskrevs av Perkins 1910. Enicospilus tyrannus ingår i släktet Enicospilus och familjen brokparasitsteklar. Inga underarter finns listade i Catalogue of Life.